# Rocking the USA
Rocking the USA — первый концертный альбом американской хард-рок-группы White Lion, выпущенный 8 ноября 2005 года.

## Об альбоме
Все песни диска были записаны во время тура 2005 года. Из оригинальных участников группы, остался только вокалист Майк Трамп, поэтому чтобы избежать юридических вопросов, группа стала именоваться Tramp’s White Lion.
На песню «Lights and Thunder», в оригинале вышедшую в качестве сингла
и выпущенную на альбоме «Mane Attraction» 1991 года, был снят концертный клип, вошедший в DVD группы под названием «Bang Your Head Festival 2005».

## Список композиций
Диск 1
1. «Lights and Thunder»
2. «Hungry»
3. «Lonely Nights»
4. «Love Don't Come Easy»
5. «Broken Heart»
6. «Fight to Survive»
7. «Cry for Freedom»
8. «You're All I Need»
9. «Little Fighter»

Диск 2
1. «It's Over»
2. «Living on the Edge»
3. Tell Me»
4. «Wait»
5. «Lady of the Valley»
6. «When the Children Cry»
7. «Radar Love»

## В записи участвовали
- Майк Трамп — вокал
- Джейми Ло — гитара
- Клаус Лэнджескоу — бас-гитара
- Трой Патрик Фаррелл — ударные
- Хеннинг Уоннер — клавишные